# Secondo triumvirato (Argentina)
Il secondo triumvirato fu l'organo esecutivo che sostituì il primo triumvirato e governò le Province Unite del Río de la Plata tra l'8 ottobre 1812 e il 31 gennaio 1814, quando fu sostituito dal Direttorio.

## Formazione del secondo triumvirato
Nel corso del 1812, la perdita di prestigio del primo triumvirato aveva rafforzato l'opposizione ad esso, concentrata in special modo nella Sociedad Patriótica y Literaria, associazione che raccoglieva gli elementi più radicali della borghesia di Buenos Aires, e nella Loggia Lautaro, una loggia segreta che si proponeva come obbiettivo l'indipendenza di tutte le popolazioni americane e alla quale si erano affiliati, tra gli altri, due giovani ufficiali di origine creola che avevano combattuto nella guerra d'indipendenza spagnola, José de San Martín e Carlos María de Alvear. I comuni obbiettivi delle due associazioni trasformarono la prima nello strumento pubblico della seconda, i cui membri erano legati da un patto di segretezza.
Dopo l'arrivo della notizia della vittoria nella battaglia di Tucumán, nella quale Manuel Belgrano, disobbedendo all'ordine di ritirata del Triumvirato, era riuscito a fermare l'invasione realista nella lontana Tucumán, l'assemblea si riunì il 6 ottobre 1812 per eleggere il successore del triumviro Manuel de Sarratea, il cui mandato era giunto al termine; una delle sue prime misure fu quella di dichiarare nulla l'elezione del rappresentante di Mendoza, Bernardo de Monteagudo, importante membro della Sociedad Patriótica y Literaria.
L'8 ottobre, reparti dell'esercito guidati da San Martín, Alvear e Ocampo, accompagnati da numerosi civili vicini alla Sociedad Patriótica y Literaria, occuparono la piazza e chiesero al cabildo cittadino la destituzione del Triumvirato, la convocazione di un'Assemblea generale e l'allontanamento di alcuni membri della stessa autorità municipale. Il governo cedette alla pressione dei militari e il cabildo elesse un nuovo Triumvirato, del quale facevano parte Juan José Paso, Nicolás Rodríguez Peña e Antonio Álvarez Jonte.

## Composizione
- Dall'8 ottobre 1812: Antonio Álvarez Jonte, Juan José Paso e Nicolás Rodríguez Peña.
- Dal 20 febbraio 1813: Antonio Álvarez Jonte, José Julián Pérez e Nicolás Rodríguez Peña.
- Dal 19 agosto 1813: Gervasio Antonio de Posadas, José Julián Pérez e Nicolás Rodríguez Peña.
- Dal 5 novembre 1813: Gervasio Antonio de Posadas, Juan Larrea e Nicolás Rodríguez Peña.

## Azione di governo
Coerentemente con quanto chiesto nella manifestazione che ne permise la formazione, il Secondo Triumvirato convocò con un decreto del 24 ottobre le elezioni di una nuova Assemblea, che avrebbe dovuto redigere una nuova costituzione. Questa si riunì il 31 gennaio 1813 sotto la presidenza di Alvear, e delegò temporaneamente il potere esecutivo agli stessi triumviri fino a nuova disposizione.
Sotto la spinta dell'Assemblea, il Triumvirato abolì la schiavitù, dichiarò la libertà di esportazione dei cereali, istituì la Facoltà di Medicina, creò una Scuola Militare e riorganizzò l'amministrazione della giustizia.

## La formazione del Direttorio
Le gravi sconfitte subite dagli eserciti di Buenos Aires nella Banda Oriental e nell'Alto Perù, oltre che lo sbarco di una spedizione militare spagnola a Montevideo, costrinse l'Assemblea l'8 settembre 1813 a dichiarare lo stato d'assedio. In dicembre nominò San Martín comandante dell'Esercito del Nord, impegnato nella difesa dall'invasione realista proveniente dall'Alto Perù, e Alvear comandante dell'esercito a Buenos Aires.
Di fronte all'imminente pericolo, il 21 gennaio 1814 l'Assemblea accolse la richiesta dello stesso Triumvirato in merito all'accentramento del potere esecutivo in una sola persona; nei giorni successivi stabilì il titolo di Direttore Supremo delle Province Unite del Río de la Plata per la nuova figura, ed elesse alla carica Gervasio Antonio de Posadas, che cominciò ad esercitarla il 31 gennaio.